# Pterallastes unicolor
Pterallastes unicolor är en tvåvingeart som först beskrevs av Tokuichi Shiraki 1930.  Pterallastes unicolor ingår i släktet Pterallastes och familjen blomflugor. Inga underarter finns listade i Catalogue of Life.